# Anu
Anu ou Am era o deus acádio do céu, mais tarde também cultuado por assírios e babilônios, sendo o correspondente semita do deus Am da mitologia suméria.

## Divindade
Anu era o "senhor das constelações, rei dos espíritos e dos demônios". Anu habitava as mais altas regiões celestiais. Era tido também como juiz dos homens e dos deuses, tendo criado as estrelas do céu para o servirem como seus soldados, encarregadas de perseguir e punir os criminosos. Anu era o pai dos Anunáqui (também chamados de Anunacu).
Iconograficamente, Anu surge por vezes representado como um chacal. No entanto, o seu traço distintivo mais frequente é a tiara divina, engalanada com dois pares de cornos (a importância dos deuses acádicos era medida pelo número de pares de cornos que ornamentavam as suas tiaras). O mais importante de todos os deuses era Anu.
Ele era o pai dos deuses da Suméria (Nefilim-Anunáqui), é o governante de Nibiru (ou Marduque), o 12º planeta do sistema solar, portanto, governante do sistema solar.

## Mitologia

### Suméria
A principal fonte de informação sobre o mito da criação suméria é o prólogo do poema épico Gilgamés, Enquidu e o Submundo, que descreve brevemente o processo de criação:
A princípio, existe apenas Namu, o mar primitivo [...] Então, Namu dá à luz Am (o nome sumério de Anu), o céu, e Qui, a terra.  Am e Qui se acasalam, fazendo com que Qui dê à luz Enlil, o deus do vento.  Enlil separa Am de Qui e carrega a terra como seu domínio, enquanto Am carrega o céu.
Em sumério, a designação "An" era usada alternadamente com "os céus", de modo que, em alguns casos, é duvidoso que, sob o termo, o deus Am ou os céus esteja sendo indicado. Na cosmogonia suméria, o céu era visto como uma série de três cúpulas cobrindo a terra plana.  Acreditava-se que cada uma dessas cúpulas do céu era feita de uma pedra preciosa diferente. Acreditava-se também que Am era a mais alta e externa dessas cúpulas, que se pensava ser feita de pedra avermelhada. Fora desta cúpula era o corpo primordial de água conhecido como Namu. O sucal (assistente) de Am era o deus Ilabrate.

### Mitos de Inana

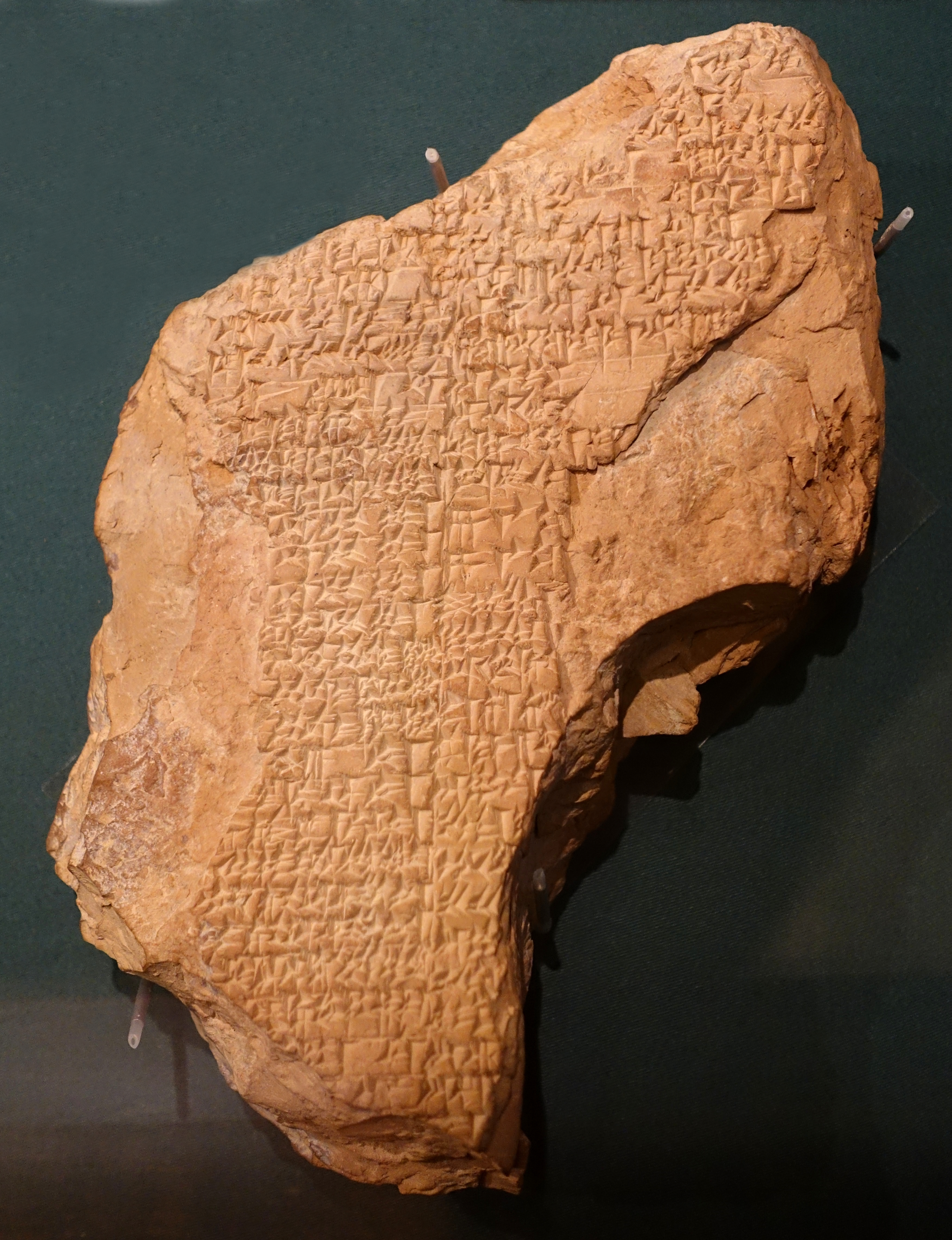
O Inana e Ebí, por Enheduana no Museu Oriental da Universidade de Chicago.

O Inana e Ebí, também conhecida como Deusa dos Temíveis Poderes Divinos, é um poema de 184 linhas escrito em sumério pela poetisa acádia Enheduana. Descreve o confronto da neta Inana com o Monte Ebí, conhecida como a cordilheira de Zagros. Aparece brevemente em uma cena do poema em que Inana pede que ele destrua o Monte Ebí. Um alerta indica para Inana para não atacar a montanha, mas ela ignora o aviso e passa a atacar e destruir o Monte Ebí independentemente.
O poema que Inana assume o comando do céu é um relato extremamente fragmentário, mas importante, da conquista de Inana pelo templo de Eana em Uruque. Começa com uma conversa entre Inana e seu irmão Utu, na qual Inana lamenta que o templo de Eana não esteja dentro de seu domínio e resolve reivindicá-lo como seu. O texto se torna cada vez mais fragmentário neste ponto da narrativa, mas parece descrever sua difícil passagem por um pântano para chegar ao templo, enquanto um pescador a instrui sobre qual caminho é o melhor a seguir. Por fim, Inana chega a Anu, que está chocado com sua arrogância, mas mesmo assim admite que conseguiu e que o templo agora é seu domínio. O texto termina com um hino que expõe a grandeza de Inana. Este mito pode representar um eclipse na autoridade dos sacerdotes de Anu em Uruque e uma transferência de poder para os sacerdotes de Inana.

### Hitita
Na mitologia hitita, Anu derruba seu pai Alalu  e se proclama governante do universo. Ele próprio é mais tarde derrubado por seu próprio filho Cumarbi. Anu tenta fugir, mas Cumarbi morde os órgãos genitais de Anu e os engole. Cumarbi bane Anu para o submundo, junto com seus aliados, os deuses antigos, quem os hititas sincretizavam com os Anunáqui. Como consequência de banir seu pai, Cumarbi fica impregnado com o filho de Anu, Tessube, e outros quatro filhos. Depois dele amadurecer, Tessube derruba seu pai Cumarbi, vingando a derrota e a mutilação de seu avô Anu.